# 老狐狸
《老狐狸》是於2023年上映的臺灣電影。電影由蕭雅全導演，劉冠廷、白潤音、陳慕義、劉奕兒、門脇麥領銜主演。劇情描述1990年代快速變遷的台灣社會故事。本片獲得第60屆金馬獎最佳導演、造型設計獎、原創電影音樂、最佳男配角。日版標題是（Old Fox 11歲的選擇）。
本片獲選代表臺灣角逐2025年美國第97屆奧斯卡金像獎最佳國際影片。

## 劇情大綱
1989年，股市繁榮的年代，小男孩廖界和父親廖泰來相依為命。他們相信人性本善，未曾察覺世界的改變正在影響他們的生活。
隨著股市的飆升和物價的翻倍，部分人一夜暴富，而有些人則發現了現實的殘酷。單純誠實的廖界父子正屬於後者。不幸的是，他們遇到了聰明狡猾的「老狐狸」，這使他們的命運可能發生劇變。在財富與良心的選擇面前，他們將如何抉擇？

## 演員
- 劉冠廷 飾 廖泰來
- 白潤音 飾 廖界
- 陳慕義 飾 謝老闆
- 劉奕兒 飾 林珍珍
- 門脇麥 飾 楊君眉
- 黃健瑋 飾 魏少華
- 温昇豪 飾 廖界（中年時期）
- 班鐵翔 飾 老李
- 楊麗音 飾 老李妻
- 傅孟柏 飾 謝老闆兒子
- 高英軒 飾 少校
- 莊益增 飾 趙仔
- 張再興 飾 阿傑
- 許博維 飾 阿傑兒子
- 管罄 飾 長書包男孩媽媽
- 鍾瑶 飾 楊君眉（配音）
- 游珈瑄 飾 廖泰來妻
- 鄭暘恩 飾 初三廖泰來
- 戴雅芝 飾 初三楊君眉
- 姜仁 飾 謝老闆（少年時期）
- 羅香菱 飾 婚禮主持人
- 蕭鴻文 飾 汪里長
- 黃舒湄 飾 蕭阿姨
- 康祿祺 飾 合夥人
- 高仙齡 飾 同事
- 王四維 飾 客戶
- 陳雅慧 飾 西裝阿姨
- 陳逸帆 飾 大廚
- 周書賢 飾 二廚
- 王暐傑 飾 謝老闆司機
- 陳甄 飾 湘琳
- 于昊正 飾 長書包男孩
- 楊學湧 飾 長書包男孩
- 楊易儒 飾 長書包男孩
- 簡宗福 飾 攤販老闆
- 曹育豪 飾 老李兒子
- 蔡宛妮 飾 老李媳婦
- 李蘭西 飾 妙齡女子
- 林家玄 飾 妙齡女子
- 黃信助 飾 外場小弟
- 許博維 飾 外場小弟

## 獎項
| 年份 | 頒獎典禮              | 獎項             | 入圍者                   | 結果 |
| ---- | --------------------- | ---------------- | ------------------------ | ---- |
| 2023 | 第60屆金馬獎          | 最佳導演         | 蕭雅全                   | 獲獎 |
| 2023 | 第60屆金馬獎          | 最佳女配角       | 劉奕兒                   | 提名 |
| 2023 | 第60屆金馬獎          | 最佳男配角       | 陳慕義                   | 獲獎 |
| 2023 | 第60屆金馬獎          | 最佳美術設計     | 王誌成、尤麗雯           | 提名 |
| 2023 | 第60屆金馬獎          | 最佳原創電影音樂 | 侯志堅                   | 獲獎 |
| 2023 | 第60屆金馬獎          | 最佳造型設計     | 王誌成、高仙齡           | 獲獎 |
| 2023 | 第60屆金馬獎          | 最佳原創電影歌曲 | 許惠婷、侯志堅、動力火車 | 提名 |
| 2024 | 第5屆台灣影評人協會獎 | 最佳影片         | 《老狐狸》               | 獲獎 |
| 2024 | 第5屆台灣影評人協會獎 | 最佳導演         | 蕭雅全                   | 獲獎 |
| 2024 | 第5屆台灣影評人協會獎 | 最佳劇本         | 蕭雅全、詹毅文           | 獲獎 |
| 2024 | 第5屆台灣影評人協會獎 | 最佳男演員       | 白潤音                   | 提名 |
| 2024 | 第5屆台灣影評人協會獎 | 最佳男演員       | 陳慕義                   | 提名 |
| 2024 | 第5屆台灣影評人協會獎 | 最佳女演員       | 劉奕兒                   | 提名 |
| 2024 | 第5屆台灣影評人協會獎 | 特別表揚         | 侯志堅                   | 獲獎 |
| 2024 | 第26屆台北電影獎      | 最佳劇情長片     | 《老狐狸》               | 獲獎 |
| 2024 | 第26屆台北電影獎      | 最佳導演         | 蕭雅全                   | 獲獎 |
| 2024 | 第26屆台北電影獎      | 最佳編劇         | 蕭雅全、詹毅文           | 獲獎 |
| 2024 | 第26屆台北電影獎      | 最佳男主角       | 白潤音                   | 提名 |
| 2024 | 第26屆台北電影獎      | 最佳女配角       | 劉奕兒                   | 提名 |
| 2024 | 第26屆台北電影獎      | 最佳攝影         | 林哲強                   | 獲獎 |
| 2024 | 第26屆台北電影獎      | 最佳剪輯         | 陶竺君                   | 提名 |
| 2024 | 第26屆台北電影獎      | 最佳配樂         | 侯志堅                   | 提名 |
| 2024 | 第26屆台北電影獎      | 最佳美術設計     | 王誌成、尤麗雯           | 提名 |
| 2024 | 第26屆台北電影獎      | 最佳造型設計     | 王誌成、高仙齡           | 獲獎 |
| 2024 | 第26屆台北電影獎      | 觀眾票選獎       | 蕭雅全《老狐狸》         | 獲獎 |
| 2024 | 第26屆台北電影獎      | 最佳海報獎       | 方序中《老狐狸》         | 獲獎 |
| 2024 | 第26屆台北電影獎      | 最佳電影行銷獎   | 《老狐狸》               | 提名 |
| 2024 | 第26屆台北電影獎      | 百萬首獎         | 《老狐狸》               | 提名 |
| 2025 | 第43屆香港電影金像獎  | 最佳亞洲華語電影 | 《老狐狸》               | 獲獎 |

## 資料來源
1. ↑  【電影《老狐狸》專訪4】蕭雅全克服3大痛苦關卡　侯志堅音樂捕捉時代氛圍 鏡週刊 2023年11月23日
2. ↑  . 國家電影中心. 2024-06-05  [2024-04-19]. （原始内容存档于2022-10-02）.
3. ↑  《老狐狸》金馬獎後票房翻二倍 單日票房超越《驚奇隊長2》 （页面存档备份，存于） 2023.11.30 中時

## 外部連結
- 日版官方網站 （页面存档备份，存于）
- 互联网电影数据库（IMDb）上《老狐狸》的资料（英文）